# Anssi Mattila
Anssi Pauli Mattila, född 18 oktober 1953 i Helsingfors, är en finländsk cembalist och dirigent.
Mattila studerade 1972–1981 flera ämnen vid Sibelius-Akademin och debuterade 1980 som organist. År 1987 förvärvade han ett diplom i cembalo i Utrecht. Han har varit verksam som lärare vid Sibelius-Akademin sedan 1987, lektor i gammal musik, särskilt cembalo sedan 1990 och ledare för studion för gammal musik sedan 1998.
Mattila, som har framträtt som cembalist och dirigent i Finland, i Europa och i Japan, är känd särskilt som grundare och första dirigent för Finländska barockorkestern.